# Bogusław VIII
Bogusław VIII zwany Magnusem (ur. w okr. 1363–1364, najp. 1368, zm. 11 lutego 1418) – książę stargardzki i słupski, syn księcia pomorskiego Bogusława V i Adelajdy Welf.

## Życie i panowanie
Syn Bogusława V i Adelajdy, księżniczki brunszwickiej. Młodszy brat przyrodni Kaźka słupskiego. Od 1377 książę stargardzki, wraz z bratem Barnimem V. Po śmierci starszego brata Warcisława VII w 1395 – książę słupski. Tamże rządził do 1402, kiedy w wyniku podziału księstwa otrzymał dzielnicę stargardzką. Po śmierci brata w 1403 ponownie objął rządy w Słupsku.
Na początku 1386 został wybrany biskupem kamieńskim, ale ustąpił wobec nominata papieskiego, biorąc ziemie biskupstwa i kapituły w zarząd administracyjny dóbr. Było to spowodowane brakiem wszystkich święceń kapłańskich, które zaważyły nad dalszym pełnieniem przez niego funkcji biskupa. Zarządzając dobrami kościelnymi, dopuścił się wielu nadużyć i aż do śmierci znajdował się pod klątwą biskupa (22 czerwca 1418). W latach 90. XV w. porzucił stan duchowny i ożenił się z Zofią holsztyńską.
W 1386 wraz z bratem Warcisławem VII zawarł sojusz z krzyżakami, licząc, że z jego pomocą uda mu się zdobyć ziemie pozostałe po Kaźku słupskim. W 1390 przeszedł już jednak na stronę Korony Królestwa Polskiego. W 1392 dzierżawił Bydgoszcz, a w 1395 został sprzymierzeńcem Władysława Jagiełły, a osiem lat później został jego dworzaninem, zobowiązując się wspierać go zbrojnie przeciwko Krzyżakom (układ z 1403). Próbował wówczas bezskutecznie skierować handel bałtycki Polski przez swój port w Darłowie.
W 1409 ponownie sprzymierzył się z Krzyżakami, by ich porzucić w 1410. Posiłkował Polaków i Litwinów w czasie bitwy pod Grunwaldem, a 29 sierpnia 1410 pod Malborkiem złożył Jagielle hołd lenny, w którego wyniku otrzymał Lębork i Bytów (ziemia lęborsko-bytowska) oraz Człuchów, Biały Bór, Debrzno, Świdwin i Czarne. Poręczył za księcia szczecińskiego Kazimierza V i wyjednał zwolnienie go z polskiej niewoli – był to jedyny w historii dynastii Gryfitów przypadek, by dwaj jej członkowie walczyli w wojnie po przeciwnych stronach.

## Rodzina
Z małżeństwa z Zofią holsztyńską, córką Henryka Żelaznego, hrabiego Holsztynu i Ingeborgi, córki Albrechta II meklemburskiego zostawił liczne potomstwo:
- Bogusława IX (ur. najp. 1405, zm. 7 grudnia 1446) – księcia stargardzkiego i słupskiego,
- Adelajdę (ur. najp. 1410, zm. 1447) – żonę Henryka X Rumpolda (Młodszego), księcia głogowskiego oraz Bernarda II, księcia sasko-lauenburskiego,
- Ingeborgę (ur. w okr. 1413–1414, zm. przed 27 marca 1452) – żonę Henryka, księcia meklemburskiego na Stargardzie,
- NN (syna, synów?) – zmarłego, bądź zmarłych w dzieciństwie,
- NN, córkę (ur. w okr. 1414–1418, zm. ?),
- Annę (ur. najp. 1418, zm. w okr. 1484–1488) – prawdopodobnie ksienię cysterek koszalińskich[6][7].

### Genealogia
| Warcisław IV ur. w okr. 11–27 V 1291 zm. w okr. 31 VII–1 VIII 1326 | Warcisław IV ur. w okr. 11–27 V 1291 zm. w okr. 31 VII–1 VIII 1326 |                                                            |                                                            | Elżbieta ur. w okr. 1300–1304 zm. w okr. II–III 1355 lub przed 2 II 1356 | Elżbieta ur. w okr. 1300–1304 zm. w okr. II–III 1355 lub przed 2 II 1356 |  |  | Ernest I ur. w okr. 1297–1305 zm. 1361 | Ernest I ur. w okr. 1297–1305 zm. 1361 |                                                   |                                                   | Adelajda Everstein–Polle ur. przed 1325 zm. w okr. 29 IX 1373–1376 | Adelajda Everstein–Polle ur. przed 1325 zm. w okr. 29 IX 1373–1376 |
|                                                                    |                                                                    |                                                            |                                                            |                                                                          |                                                                          |  |  |                                        |                                        |                                                   |                                                   |                                                                    |                                                                    |
|                                                                    |                                                                    |                                                            |                                                            |                                                                          |                                                                          |  |  |                                        |                                        |                                                   |                                                   |                                                                    |                                                                    |
|                                                                    |                                                                    | Bogusław V ur. w okr. 1317–1318 zm. w okr. 3 II–24 IV 1374 | Bogusław V ur. w okr. 1317–1318 zm. w okr. 3 II–24 IV 1374 |                                                                          |                                                                          |  |  |                                        |                                        | Adelajda Welf ur. ok. 1341 zm. być może 5 II 1407 | Adelajda Welf ur. ok. 1341 zm. być może 5 II 1407 |                                                                    |                                                                    |
|                                                                    |                                                                    |                                                            |                                                            |                                                                          |                                                                          |  |  |                                        |                                        |                                                   |                                                   |                                                                    |                                                                    |
|                                                                    |                                                                    |                                                            |                                                            |                                                                          |                                                                          |  |  |                                        |                                        |                                                   |                                                   |                                                                    |                                                                    |
|                                                                    |                                                                    |                                                            |                                                            |                                                                          |                                                                          |  |  |                                        |                                        |                                                   |                                                   |                                                                    |                                                                    |

|                                           |                                           | Zofia holsztyńska ur. po 1360, najwcz. ok. 1370 zm. 24 IX 1448 OO ok. 1398 | Zofia holsztyńska ur. po 1360, najwcz. ok. 1370 zm. 24 IX 1448 OO ok. 1398 | Bogusław VIII (ur. w okr. 1363–1364, najp. 1368, zm. 11 II 1418) | Bogusław VIII (ur. w okr. 1363–1364, najp. 1368, zm. 11 II 1418) |                    |                    |                                      |                                      |
|                                           |                                           |                                                                            |                                                                            |                                                                  |                                                                  |                    |                    |                                      |                                      |
|                                           |                                           |                                                                            |                                                                            |                                                                  |                                                                  |                    |                    |                                      |                                      |
|                                           |                                           |                                                                            |                                                                            |                                                                  |                                                                  |                    |                    |                                      |                                      |
| Bogusław IX ur. najp. 1405 zm. 7 XII 1446 | Bogusław IX ur. najp. 1405 zm. 7 XII 1446 | Adelajda ur. najp. 1410 zm. 1447                                           | Adelajda ur. najp. 1410 zm. 1447                                           | Ingeborga ur. w okr. 1413–1414, zm. przed 27 III 1452            | Ingeborga ur. w okr. 1413–1414, zm. przed 27 III 1452            | NN (syn, synowie?) | NN (syn, synowie?) | NN, córka ur. w okr. 1414–1418 zm. ? | NN, córka ur. w okr. 1414–1418 zm. ? |
|                                           |                                           |                                                                            |                                                                            |                                                                  |                                                                  |                    |                    |                                      |                                      |
| Anna ur. najp. 1418 zm. w okr. 1484–1488  |                                           |                                                                            |                                                                            |                                                                  |                                                                  |                    |                    |                                      |                                      |

## Śmierć
Bogusław VIII zmarł 11 lutego 1418. Według nowożytnej tradycji jego ciało zostało pochowane w nieoznaczonej ziemi, z uwagi na klątwę i wyklęcie. Według części badaczy został pochowany zapewne w katedrze kamieńskiej (M. Klemptzen, W, Jobst, A. Hiltebrand, L. Klücken, M. Wehrmann), gdzie w rocznicę jego śmierci miano odprawiać mszę za darowany dwór kapitule kamieńskiej. Istnieją również przesłanki o pochowaniu księcia w Darłowie po tym, jak tamtejsi kartuzi mieli wykraść jego ciało i złożyć na swojej ziemi.

### Źródła
- Wachowiak B. (pod red.), Źródła do kaszubsko-polskich aspektów Pomorza Zachodniego do roku 1945, T. I [w:] Pomorze Zachodnie pod rządami książąt plemiennych i władców z dynastii Gryfitów: (990-1121-1637-1648/1653), Szultka Z. (wyd.), Polska Akademia Nauk, Instytut Historii im. Tadeusza Manteuffla, Wydawnictwo Poznańskie, Zrzeszenie Kaszubsko-Pomorskie, Poznań – Gdańsk 2006, ISBN 83-7177-459-1.

### Opracowania
- Kazimierz Kozłowski, Jerzy Podralski, Gryfici. Książęta Pomorza Zachodniego, Szczecin: Krajowa Agencja Wydawnicza, 1985, ISBN 83-03-00530-8, OCLC 189424372. Brak numerów stron w książce
- Edward Rymar, Rodowód książąt pomorskich, Szczecin: Książnica Pomorska im. Stanisława Staszica, 2005, ISBN 83-87879-50-9, OCLC 69296056. Brak numerów stron w książce
- Szymański J.W., Książęcy ród Gryfitów, Goleniów – Kielce 2006, ISBN 83-7273-224-8.

### Literatura dodatkowa (opracowania)
- Górski K., Bogusław VIII [w:] Polski Słownik Biograficzny, T. 2, Polska Akademia Umiejętności – Skład Główny w Księgarniach Gebethnera i Wolffa, Kraków 1936, s. 205, reprint: Zakład Narodowy im. Ossolińskich, Kraków 1989, ISBN 83-04-03291-0.

### Literatura dodatkowa (online)
- Madsen U., Bogislaw VIII. Herzog von Pommern-Rügenwalde (niem.), [dostęp 2012-03-01].
- Schmidt R., Bogislaw VIII. Herzog von Pommern (-Wolgast, östlich der Swine) (niem.), [w:] NDB, ADB Deutsche Biographie (niem.), [dostęp 2012-03-01].